# 张铁生
张铁生（1950年11月4日—），原姓刘，中華人民共和國辽宁省兴城县人，因在高考的物理化学考试中，几乎交了白卷并在试卷背面写信，成为“文化大革命”后期著名人物，被封為“白卷英雄”。文革结束后被判处有期徒刑，出狱后成为企业家。

## 生平

### 下乡插队
1950年，张铁生出生在辽宁省兴城县。1968年10月，张铁生从辽宁省兴城县初中毕业，被分配到兴城县望海公社厂子沟大队插队落户。1969年秋天，其母亲响应国家号召城镇人口下乡的运动，从城里回到家乡兴城县白塔公社枣山大队，张铁生跟随母亲来到这里继续插队。半年后，被当地农民推选为大队仓库保管员。1971年，被推选为白塔公社枣山大队第四生产队队长，并加入中国共青团。他还和同村姑娘小侯谈恋爱。在队长任内，张铁生坚持原则、反对干部搞特殊化。枣山大队党支部副书记岳阳波的孩子，将生产队的一只胶轮车的内胎割成了弹弓皮玩，张铁生坚持要岳阳波照价赔偿。生产队里部分干部白天出去开会，清早不出工，仍算工分，张铁生坚持按照缺早工扣除这些干部的工分。张铁生也是生产队里出勤率最高的人，1972年出勤340多天。

### 考试写信
1970年6月27日，中共中央批准《北京大学、清华大学关于招生（试点）的请示报告》，采用“群众推荐、领导批准和学校复审”的方法，从有实践经验的工农兵及下乡知青中招生。1971年，全国教育工作会议通过了《全国教育工作会议纪要》，明令废除高考文化课考试，提出了“十六字”招生办法及“两个估计”，全国高等院校开始大规模招收工农兵学员。1973年3月10日，中共中央作出《关于恢复邓小平同志的党的组织生活和国务院副总理的职务的决定》。邓小平复出后，经其努力，1973年4月国务院批准了国务院科教组《关于高等学校1973年招生工作的意见》，对1971年开始实行的推荐和选拔工农兵上大学的规定进行修订，增加了“文化考试”的内容，试图恢复用知识选拔人才的高考制度。江青等人则对《意见》有很大意见，毛远新自辽宁赴北京，同江青等人商议。他们认为文化考试是高等院校招生的弊病，是“智育第一”、“文化至上”。
1973年6月，张铁生被枣山大队推荐考大学工农兵学员，他在公社招生组“考生登记表”中的“本人志愿”一栏填写了兽医、农田水利两个专业。作为生产队长，他要率领社员锄草抗旱，没时间复习功课。本来县里通知称，考前会组织考生统一复习3周，张铁生认为有这3周足够。不料县里后来取消了复习计划，但张铁生不知道。6月27日，接到通知的张铁生赶到县城，成为最后一个到达的考生。带队的人对他说，快回家取书，明天开卷考语文，后天考数理化，大后天回家听信。张铁生慌了，赶紧到商店买了一支小钢笔，同学们给他送去了大批初中教科书，张铁生抓紧看了数学教材。
次日即1973年6月28日，张铁生匆忙上阵参加统一文化考试的第一科语文开卷考试，作文题《谈学习〈为人民服务〉一文的体会》，张铁生在草稿纸上写完后没来得及把它抄到考卷上。6月29日上午开卷考数学，试题大部分是基础知识和常识，考生可查书，监考教师也可对考生作适当启发。中午，张铁生坐在公园长椅上，起草了一封给领导的信，解释自己没能好好复习功课的原因，希望领导酌情考虑，随后疲劳的张铁生在长椅上睡着。等他醒来赶到考场，已开考20分钟，考场闭门。张铁生跳窗进入教室。因为该考场是他的母校，监考教师认识他，所以还是给他发了考卷。张铁生拿到物理化学考卷后，只会做前面几道小题，监考教师催他快答题。这时离考试结束时间还很长，张铁生便将中午起草的信抄到理化考卷背面。当时在考场上写信的不仅有张铁生，还有一位女知青。6月30日，张铁生得知考试结果为：语文38分，数学61分，物理化学6分（并非“白卷”）。
沈阳军区政委、辽宁省革命委员会副主任毛远新（分管文教和宣传）得知一个生产队长答不出卷子给领导写信时，当晚便命人打电话将考卷和信送来，并立即成立联合调查组，到兴城县调查。联合调查组经调查后，看中了张铁生，认为女知青报考的志愿都是理工科，说明她考大学的目的是离开农村，而张铁生报考的第一志愿是兽医，第二志愿是农田水利，可见他上大学不是想离开农村，而是想更好地建设农村，上大学的动机非常好。此外，张铁生的信也比那个女知青写得好。
7月15日，兴城县招生办公室通知张铁生补考，张铁生除回答了一般问题外，还针对“修正主义教育路线”写了篇批判文章《大学门，向谁开》。7月16日，调查组回到沈阳，毛远新听取汇报后，亲手删去了张铁生信中要求上大学的字眼，并加了编者按，指示《辽宁日报》发表。7月19日，《辽宁日报》头版头条以《一份发人深省的答卷》为题，刊登了张铁生写在试卷背后的信。
经毛远新删改后刊登在《辽宁日报》的《一份发人深省的答卷》中的张铁生的信是：
尊敬的领导：

  书面考试就这么过去了，对此，我有点感受，愿意向领导上谈一谈。
 本人自一九六八年下乡以来，始终热衷于农业生产，全力于自己的本职工作。每天近十八个小时的繁重劳动和工作，不允许我搞业务复习。我的时间只在二十七号接到通知后，在考试期间忙碌地翻读了一遍数学教材，对于几何题和今天此卷上的理化题眼瞪着，真是心有余而力不足。我不愿没有书本根据的胡答一气，免得领导判卷费时间。所以自己愿意遵守纪律，坚持始终，老老实实地退场。说实话，对于那些多年来不务正业、逍遥浪荡的书呆子们，我是不服气的，而有着极大的反感，考试被他们这群大学迷给垄断了。在这夏锄生产的当务之急，我不忍心放弃生产而不顾，为着自己钻到小屋子里面去，那是过于利己了吧。如果那样，将受到自己与贫下中农的革命事业心和自我革命的良心所谴责。有一点我可以自我安慰，我没有为此而耽误集体的工作，我在队里是负全面、完全责任的。喜降春雨，人们实在忙，在这个人与集体利益直接矛盾的情况下，这是一场斗争（可以说）。我所苦闷的是，几小时的书面考试，可能将把我的入学资格取消。我也不再谈些什么，总觉得实在有说不出的感觉，我自幼的理想将全然被自己的工作所排斥了，代替了，这是我唯一强调的理由。
 我是按新的招生制度和条件来参加学习班的。至于我的基础知识，考场就是我的母校，这里的老师们会知道的，记得还总算可以。今天的物理化学考题，雖然很浅，但我印象也很浅，有两天的复习时间，我是能有保证把它答满分的。
 自己的政治面貌和家庭、社会关系等都清白。对于我这个城市长大的孩子几年来真是锻炼极大，尤其是思想感情上和世界观的改造方面，可以说是一个飞跃。在这里，我没有按要求和制度答卷（算不得什么基础知识和能力），我感觉并非可耻，可以勉强地应付一下嘛，翻书也能得它几十分嘛！（没有意思）但那样做，我的心是不太愉快的。我所感到荣幸的，只是能在新的教育制度之下，在贫下中农和领导干部们的满意地推荐之下，参加了这次学习班。
 白塔公社考生 张铁生

 一九七三年六月三十日
编者按称：“张铁生同志是一九六八年的下乡知识青年，共青团员，现任兴城县白塔公社枣山大队第四生产队队长。他对物理化学这门课的考试，似乎交了‘白卷’，然而对整个大学招生的路线问题，却交了一份颇有见解、发人深省的答卷。”
1973年8月10日，《人民日报》转发了《辽宁日报》刊登的《一份发人深省的答卷》，并另加编者按：“七月十九日，《辽宁日报》以《一份发人深省的答卷》为题，刊登了一位下乡知识青年的信，并为此加了编者按。这封信提出了教育战线上两条路线、两种思想斗争中的一个重要问题，确实发人深思。”随后，《红旗》杂志转载时发表评论，认为搞文化考试是“旧高考制度的复辟”，“资产阶级向无产阶级反扑”。1973年的文化考试很快作废。

### 政治新星
1973年9月，根据张铁生想学兽医或农田水利的志愿，有关部门分配他到辽宁农学院畜牧兽医系学习（辽宁农学院分为总院及分院，总院的校址当时在辽宁铁岭县农村）。提前报到的同学们得知和张铁生在同一个班，都希望能在车站接到他。最后接到他的是女同学董礼平，后来成了张铁生的妻子。张铁生成为辽宁农学院工农兵学员后，入学不久便和同学赵文全、张占山组织了一个马列主义学习小组，这是辽宁农学院刚入校新生中的第一个马列主义学习小组。入校后，张铁生被批准加入中国共产党。1974年3月，张铁生和师生们一起到农村，帮助农村开展“阶级斗争”。在4个月时间里，张铁生和同学们为生产队治疗牲畜疾病，并且为农村培训了一批赤脚兽医。
1975年1月，第四届全国人民代表大会在北京召开，张铁生当选为第四届全国人民代表大会常务委员会委员，并受到江青和王洪文接见。
1975年4月，邓小平找中华人民共和国教育部部长周荣鑫谈话，支持周荣鑫整顿教育。在邓小平支持下，从1975年5月起，周荣鑫多次在教育部及各高校干部、教师座谈会、汇报会上听取意见。周荣鑫还发表了一系列讲话，批评当时流行的“知识无用论”、“知识私有论”、“在教育领域里对资产阶级全面专政理论”等，受到教育界知识分子欢迎。
教育部办的《教育革命通讯》根据邓小平、周荣鑫的观点，接连发表《全面关怀青少年的成长》、《培养无产阶级革命接班人的正确道路》等文章，批驳极左思想。教育部还派出干部到各大中学校宣传整顿的意义，调整了部分高校的领导班子。
1975年8月，上级党委决定调整铁岭农学院（1975年辽宁农学院铁岭分院改建为铁岭农学院）的领导，成立老中青三结合的新班子，张铁生被任命铁岭农学院领导小组副组长、院党委副书记。
1975年11月29日，张铁生在《辽宁青年》发表《对教育界某刊物上奇谈怪论的批判》，批判《教育革命通讯》第10期上刊登的《培养无产阶级革命接班人的正确道路》一文。张铁生在文中称：“修正主义教育路线妄图趁我们实现‘安定团结’、‘把国民经济搞上去’的时机，趁全国各条战线飞速发展的大好形势，要在教育战线上打开缺口，复辟资产阶级知识分子统治我们学校的旧教育制度。”这篇文章被“四人帮”誉为张铁生的“新答卷”，后被刊登在1976年1月6日《人民日报》。

### 发言招祸
1976年1月，铁岭农学院组织四十多位申请当农民的应届毕业生到大寨参观，这在当时全国“农业学大寨”的情况下是种政治待遇。社会活动很多的张铁生本不想去，但同学们一定要他去。因为当时到大寨参观的人很多，若张铁生带队去，他们这个参观团的规格便提高了。
从沈阳到大寨途经北京，同学们想到清华大学看看，铁岭农学院便同清华大学联系。清华大学听说是张铁生带队，立刻表示欢迎，并邀张铁生给清华大学学生做报告。他们一行在清华大学受热情接待，参观了当时全国最先进的物理实验室。张铁生给清华大学学生做报告。离开北京前，中共清华大学党委书记迟群和谢静宜接见了张铁生，迟群主要讲了批邓（邓小平）的事宜。
张铁生一行离开北京到大寨参观时，接到中共山西省委电话，请他到省会太原做报告。2月10日，张铁生在太原市湖滨会堂做报告，主题为批判修正主义教育路线。张铁生的报告在山西省引起强烈反响。他的讲话内容，山西省干部从未听到过，特别是其中有关“反击右倾翻案风”的激烈言论，直接关系到中央上层政治斗争。中共山西省委感到紧张，他们迅速将张铁生的讲话内容反馈到中共中央政治局。江青得知后，马上打电话找到毛远新，毛远新随即派秘书找张铁生，让张铁生不要再讲话，赶快回辽宁。
1976年7月13日，新华社电刊登了出席辽宁省召开的上山下乡知识青年代表座谈会的吴献忠、张铁生、柴春泽、王冬梅、刘继业等19名知青在1976年6月12日撰写的信，信中称，邓小平就是“拔根”复辟的总代表，是破坏知识青年上山下乡运动的罪魁。7月14日，《人民日报》全文刊登了该新华社电，标题为《向“拔根”复辟的罪魁祸首邓小平猛烈开火——辽宁省吴献忠等十九名下乡知识青年给全省人民的信》。后来这封信成为吴献忠、张铁生等人被批判的证据之一。
辽宁知青于立波主编的《共和国知青》中，吴献忠回忆道：1976年锦州开知青代表座谈会，她本不想去，但后来柴春泽、张铁生都出席，柴春泽认为锦州开知青会，吴献忠是锦州乃至全省的典型，她吴献忠如不参加，这个知青代表座谈会到底算怎么回事？后来知青办派车将吴献忠接到会议现场。吴献忠回忆，当时座谈会已开了一半，中共锦州市委的报告引起了知青代表的不满，给中共锦州市委领导提了些意见，但并不存在“夺权”的问题。有知青抢了中共锦州市委领导的话筒，粉碎“四人帮”后被定性为造市委的反、夺市委的权。其实该知青只想针对中共锦州市委某些领导的子女不下乡、搞“走后门”的现象。粉碎“四人帮”后官方媒体却将这次会议称为“预谋夺锦州市委的权”。
1976年9月9日，张铁生到法库县秀水河公社彭家堡大队送一个同学，这位同学也是兽医，是在彭家堡插队的刘继业向张铁生要到的应届毕业生。刘继业和张铁生于1974年结识。当天中午，中共法库县委来电话通知，下午4点中央人民广播电台有重要新闻。下午4点，播音员宣读中共中央讣告称，中国人民的伟大领袖毛主席逝世。随后张铁生拉上刘继业坐车到沈阳，向辽宁省知青办打听情况。他们见到一位辽宁省知青办副主任，但没打听到内部情况。张铁生说他担心毛主席逝世后修正主义上台，对华国锋能否坚定执行毛主席的革命路线有怀疑。
离开辽宁省知青办后，他们又去了中国共青团辽宁省委员会。团省委有两人值班，其中一位工作人员记录速度快，详细记录了张铁生说出的担心，记录时间是9月9日晚11时30分。该谈话记录不久就成了给张铁生、刘继业定罪的主要证据，后来还出现在一份供批判用的材料上，定名为《张铁生、刘继业的反动言论》。

### 隔离逮捕
1976年10月6日粉碎“四人帮”后，10月10日张铁生大学毕业，回到枣山大队第四生产队继续插队务农。10月17日，辽宁省知青办的一位领导和中共辽宁省委组织部的一位干部乘吉普车来到村里，以到锦州开会的名义，将张铁生带走。从此张铁生开始了监禁生涯。
有关部门起初将张铁生安置在兴城县当地驻军的军营内。一位军代表向张铁生传达了中央粉碎“四人帮”的文件。张铁生当即表示：“这是政变，右派上台了。”被安置在军营一个多星期后，张铁生的思想始终无法转变，随后又被带到沈阳，继续参加学习班转变思想，但仍无果。张铁生对辽宁省知青办的一位领导说：“希望组织上尽快给我一个结论，我好早点回农村去，改变生产队的落后面貌，实现我的理想。”这位领导劝张铁生赶紧表态转变思想，揭发批判毛远新，但张铁生并未领会其中涵义。
1976年11月18日，《山西日报》刊登《二月里的反革命噪音》，揭露张铁生1976年2月在山西进行“反革命煽动”的言行，这拉开了揭批张铁生的序幕。12月，张铁生被押到沈阳市郊陈相屯，单独关押在某防化部队的院子内，每天24小时处在监视下。对张铁生的批斗会随之展开，第一站就是他的母校铁岭农学院。在批斗会上，张铁生得知自己被定性为“新生的反革命分子”，从铁岭农学院批斗会上被押走时，只有董礼平一人送别。12月14日晚，在锦州开完批判会后，张铁生被关进沈阳看守所。辽宁知青的典型人物柴春泽、吴献忠、刘继业等人也相继被关进看守所。张铁生不仅被撤销党内外职务，还被开除了中国共产党党籍。

### 有期徒刑
1977年7月21日，中共十届三中全会在北京闭幕，会议通过《关于恢复邓小平同志职务的决议》。上任后第二天，邓小平主动向中央提出分管科技、教育工作，获中央认可。8月4日，恢复工作仅10天的邓小平在人民大会堂召集并主持了全国科学与教育工作座谈会。9月19日，会议开至第36天，邓小平找教育部负责人谈话指出：教育部不要成为教育改革的阻力，1977年恢复高考的决定不能变。9月30日，教育部重新修订的《关于1977年高等学校招生工作的意见》呈报至国务院。邓小平在审批中改写了政治审查条件，指出：招生主要抓两条，第一是本人表现好，第二是择优录取。1977年10月21日，新华社公布：中国政府恢复中断11年的高考制度。1978年10月，全国知识青年上山下乡工作会议决定，停止上山下乡运动并妥善安置知青回城和就业。
1977年9月，中共中央37号文件将王、张、江、姚专案组编辑的《王洪文、张春桥、江青、姚文元反党集团罪证（材料之三）》下发全国，其中公布有“新生反革命分子张铁生的材料”，包括“白卷”影印件，中共辽宁省委关于张铁生的审查情况报告。报告中称，经审查证明，张铁生是“四人帮”及其在辽宁的死党和亲信毛远新等人一手炮制的假典型、真右派，是“四人帮”篡党夺权的反革命打手。报告列举张铁生“疯狂进行反革命活动”的主要事实后下结论称：“大量的确凿的事实证明，张铁生是一个死心塌地的现行反革命分子”。报告最后列出张铁生生父的历史问题，以证明张铁生成为现行反革命有着深刻的阶级根源。
1983年3月，锦州市中级人民法院组成合议庭，公开审理张铁生反革命案。在审理过程中，张铁生没有委托律师辩护，并拒绝法院为他指定辩护人。在辩论发言时张铁生表示，自己只是个不明真相的“小将”，在复杂的路线斗争中犯了应当被宽容谅解的“错误”。法院以反革命宣传煽动罪、阴谋颠覆国家政权罪，判处张铁生有期徒刑15年，剥夺政治权利3年，刑期自1976年算起。张铁生不服判决，以没有反革命目的、构不成反革命犯罪为理由，上诉至辽宁省高级人民法院，上诉被驳回，维持原判。
张铁生是所有知青中被判刑最重者。1983年6月，张铁生由锦州看守所转到朝阳石棉矿，在井下采矿半年。1984年元旦起，他开始担任卫生员，后来经过努力自学，终于担任了门诊医生。
张铁生入狱后，其未婚妻小侯家悔婚，但小侯坚决要和张铁生结婚，为此还搬离了家。但她不知道张铁生在哪里，各地机关单位来找她外调（即外出调查，指向被审查者的外单位、外省市相关人员作调查，这里的被审查者是张铁生）的人接连不断，赤脚医生也不让她当了。张铁生给她写了最后一封信，让她不要再等自己了。小侯26岁时嫁给了县城的一位工人。
1989年，张铁生被转到辽宁凌源监狱，在监狱卫生所担任医生兼护士，负责全监狱在押犯人的医护工作。1990年春，张铁生通过了省级乡村医师考试。1990年2月，有关部门准许张铁生家人探监，他的兄弟姐妹来看他，这是他和家人第一次在狱中见面，张铁生得知亲生父亲已去世，养父因脑溢血瘫痪也已一年多。到1990年10月，张铁生的亲人共12次90多人来监狱探视他。1990年11月4日，同胞兄弟姐妹为他买了蛋糕，专程来监狱给张铁生过40岁生日，这是张铁生有生以来第一次过生日。

### 出狱创业
1991年10月16日，张铁生刑满获释。因是提前出狱，所以家人未到。他找了家招待所住下等待家人，等了他15年的董礼平将他接回了自己家。11月4日，董礼平为张铁生办了个小型生日晚会，和张铁生关系好的几个同学都来参加。12月22日，在张铁生的亲弟弟刘铁山的操办下，张铁生、董礼平在兴城县天鹅饭店举行了婚礼。婚礼只有双方亲戚和几位同学参加，凌源劳改二支队政委、大队长等人也从凌源赶到兴城参加。
1992年，董礼平的学生金卫东被聘为外资饲料企业正大康地（深圳）有限公司东北地区经理。经金卫东介绍，张铁生被辽宁省鞍山市辽河饲料公司聘为辽河集团驻沈阳办公室主任，负责采购及公关。
1993年4月，张铁生、金卫东、汪洋、丁云峰合伙共出资20万元人民币成立了沈阳市天地饲料厂，金卫东任总经理，丁云峰负责饲料配方，张铁生和汪洋负责市场销售。天地饲料厂的LOGO由张铁生设计。后来，金卫东被提拔为康地公司全国业务经理，到北京发展，丁云峰也跟随金卫东赴北京，于是二人退出了天地饲料，留下张铁生、汪洋两人继续运营天地饲料厂。到1995年，天地饲料已占据沈阳绝大部分饲料市场。1998年初，该饲料厂并入金卫东领导的沈阳禾丰牧业有限公司，张铁生获得该公司11%的股份。2001年8月15日，金卫东任命张铁生为集团执行总裁，负责集团日常管理。2002年，金卫东在与张铁生沟通之后，决定由王凤久任集团总裁，金卫东任董事长，张铁生任监事长兼商政总监。2003年3月12日，辽宁禾丰牧业股份有限公司成立，注册资本5300万元。
2003年10月，《打工》杂志刊登《昔日“白卷英雄”张铁生成“千万富翁”》一文，使他再度进入公众视野。张认为与事实不符，于2003年12月向沈阳市沈河区人民法院起诉《打工》杂志及其记者程龙华侵权。
2012年，辽宁禾丰牧业股份有限公司（简称“禾丰牧业”）发布招股说明书。该公司当时的第五大自然人股东即为张铁生，持有3200多万股，他也是禾丰牧业的原始股东。
2014年7月30日，新股禾丰牧业（732609）在上交所正式发行。作为东北最大的农牧集团之一，禾丰牧业5.88元的发行价吸引了众多投资者的目光。仅以发行价计算，张铁生的身价已高达1.89亿元人民币。
2017年1月，禾丰牧业称，张铁生计划在公告之日起三个交易日后六个月内减持不超过800万股（即不超过公司总股本的0.96%），用于本人资金需求及公益事业捐赠。当时禾丰牧业股价为13.2元／股，若以该价减持，张铁生将套现1.06亿元人民币。当时张铁生持有禾丰牧业4836万股，持股比例5.82%，仅持股市值便达6.38亿元人民币。

## 延伸阅读
- 1973年“白卷英雄”张铁生真实试卷 （页面存档备份，存于）
- 《张铁生起诉杂志：白卷英雄成千万富翁报道失实》华商晨报，2003年 （页面存档备份，存于）
- 《昔日“白卷英雄”张铁生成“千万富翁”》程龙华，2003年10月《打工》杂志 （页面存档备份，存于）